# چینگهای ۲۲۵۵
سیارک ۲۲۵۵ (به انگلیسی: 2255 Qinghai، نامگذاری:1977VK1) دو هزار و دویست و پنجاه و پنجمین سیارک کشف شده‌است که در ۳ نوامبر ۱۹۷۷ کشف شد.
قدر مطلق سیارک برابر ۱۱٫۳۰ است.